# Twee Gebroeders (schip, 1903)
De open motoraak Twee Gebroeders was een zandscheepje van schipper Arie Evegroen Wzoon (10 september 1905 – 4 mei 1988) uit Ouderkerk aan den IJssel. Met dit schip is in de nacht van 31 januari op 1 februari 1953 de provincie Zuid-Holland behoed voor een ramp.
Er was een zwakke plek in Schielands Hoge Zeedijk (in de Groenendijk, zoals die ter plaatse wordt genoemd) waar men in 1928 de dijk had doorgraven om de voormalige spuisluis van de Essepolder te verwijderen, pal bij het toen nieuwe gemaal. Op dat gedeelte lag de kruin ver onder het afgesproken dijkniveau, omdat de nieuw aangebrachte klei daar inmiddels was ingeklonken.
Door daar het schip voor een gat in de dijk van pakweg 15 meter tussen hectometerpalen 142,87 en 142,94 te varen werd voorkomen dat om te beginnen de Zuidplaspolder, de diepste polder van Nederland ( -6.74 m NAP), onder water zou lopen.
Zo ontsnapte het achterland (de Randstad en daarmee ook Gouda) maar net aan een overstroming. "De ramp had niet te overzien geweest”, zo beaamde Hans Oosters, een voormalige dijkgraaf van het hoogheemraadschap van Schieland en de Krimpenerwaard.

## Liggers Scheepmetingsdienst[3]
| Meetnummer | District en volgnr. | Meetdatum       | Meetplaats           | Lengte [m] | Breedte [m] | Inzinking [m] | Waterverplaatsing [ton] | Naam                      | Eigenaar    | Domicilie              |
| ---------- | ------------------- | --------------- | -------------------- | ---------- | ----------- | ------------- | ----------------------- | ------------------------- | ----------- | ---------------------- |
| Ga116N     | Gouda               | 1 augustus 1904 | Gouda                | 14,99      | 3,30        | –             | 32,639                  | DE VROUW GERRIGJE ADRIANA | Jan Boer    | NIeuwerkerk a/d IJssel |
| R12232N    | Rotterdam           | 27 oktober 1939 | Ouderkerk a/d IJssel | 17,86      | 3,30        | 1,24          | 34,920                  | TWEE GEBROEDERS           | A. Evegroen | Ouderkerk a/d IJssel   |

## Voorgeschiedenis
De "Twee gebroeders" van Evegroen lag tussen twee grotere schepen van de Gebrs. Heuvelman bij lierenfabriek Dijksman aan de Spreeuwenhoek in Ouderkerk. Van Vliet, een van de zonen van het afvalvervoersbedrijf over water, Van Vliet & Zn., lag thuis voor de wal aan de IJssellaan. De schippers vertrouwden het niet, ze zagen al van tevoren dat het dat het zou gaan spoken. Het was zeer hoog water, terwijl het laag water moest zijn. En het moest nog vloed worden. Bovendien was het een Noordwesterstorm. Uit voorzorg werden de motoren gestart en op volle kracht draaiend gelukte het de drie gezamenlijk om de kop van de Nessepolder, de Spreeuwenhoek, heen te varen. Ze lieten zich voor de wind afvallen en meerden af aan de Nieuwerkerkse oever, zo ongeveer daar waar vroeger de glashut stond. Daar lagen ze wel beter, maar het schip lag tussen de twee grotere schepen nog niet zo best. Hun buiswater sloeg over het lagere schip en het ruim stond al spoedig vol water. Die nacht moest flink worden gepompt om drijvend te blijven.
Op 31 januari 1953 werd tegen 24.00 uur het dijkleger in paraatheid gebracht. Om 0.00 uur was het bij laagwater al NAP +2,60 m. Dit was meer dan de hoogste hoogwaterstand toen bekend. In café De Bruin op Kortenoord van Koos Honkoop (tegenwoordig: Espérance), waar ook de dijkgraaf vergaderde, had burgemeester Jaap Vogelaar van Nieuwerkerk aan den IJssel alle aanwezigen opgeroepen om als dijkleger naar het onverharde deel van Schielands Hoge Zeedijk te gaan. De noordwesterstorm nam toe tot orkaansterkte. De aanhoudende regen, hagel en natte sneeuw verzwakten de dijk. Het water steeg tot 3 meter boven NAP. Burgemeester Vogelaar had contact met het hoogheemraadschap van Schieland, vrachtwagens en zandzakken werden gecharterd. Het water stroomde op diverse plaatsen over de dijk en sloeg de binnenkant weg. De onverharde Groenedijk werd onbegaanbaar, zeker voor vrachtauto’s. Met man en macht werden met kruiwagens zandzakken aangedragen. Behalve de dijkbewaking werkten zo'n 100 mariniers mee. Om 4.00 uur werd NAP +3,84 m bereikt en spoelde er water over de onverharde dijk ongeveer tegenover de zagerij van houthandel Heuvelman. Het sloeg de binnenzijde stuk. Op sommige plaatsen was de dijk nog maar 1 meter breed.

## Vordering
Om 5.30 uur sloeg hulpmachinist Kleijbeuker groot alarm omdat naast zijn gemaal van de polder Esse, Gans en Blaardorp een stuk van de dijk tussen Klein- en Ver-Hitland was afgeschoven, een gat van 15 meter. Daar lag de kruin ver onder het afgesproken dijkniveau, omdat daar een uitwateringssluis van de Hitlandse polders was weggehaald en de nieuw aangebrachte klei daar inmiddels was ingeklonken. De op de dijk actieve zandhandelaar Leen Boer kwam op het idee om er een schip in te zetten. Hij had de “Twee Gebroeders” indertijd nog laten bouwen en het toen nog naar zijn moeder “Gerrigje Adriana” (Twigt) genoemd. Burgemeester Vogelaar leidde de vordering bij de schepen. Aangezien de twee andere schepen, waaronder de  "Inconstant" van de familie Heuvelman, 38 meter lang en 300 ton waren, viel de keuze op het kleinere schip van Evegroen. Die weigerde aanvankelijk, maar het schip werd ‘in naam der Koningin’ door de burgemeester gevorderd. Evegroen wilde onder de barre omstandigheden niet alleen varen en Cor Heuvelman, toen nog een ‘broekkie’ van 22 jaar, bood zichzelf aan om Evegroen te helpen. Hij kende de schipper overigens helemaal niet. Ze namen wel de roeiboot van de "Inconstant" mee. Als reddingsboot om weg te komen. ‘Want als die schuit door de dijk heen bliksemt, dan verzuip je en dan ben je weg’, had zijn vader hem nog meegeven.

## Actie
Tegen de wind in voer Evegroen het lege schip met de kop tegen de dijk, vlak voor de plaats van het gat. Om te voorkomen dat de kop zou wegschieten, gooide de schippersknecht vanaf de kop een touwtje met daaraan de staaldraad met het anker naar de mensen van de steenfabriek van Mijnlieff op Klein Hitland die op de dijk stonden om te helpen, zodat het schip door wind en stroming vanzelf voor het gat kon draaien. Door het anker in de dijk te drukken werd zo de kop vastgehouden. En door met draaiende schroef het roer "aan boord" te draaien zwenkte de achtersteven van het schip naar het gat. De natuur en de weersomstandigheden deden de rest. Het schip klapte als een sluisdeur tegen de kant en zoog zich - door de enorme stroming - in het gat. Het bleef met de 18 meter aan weerskanten prachtig hangen in het gat van 15 meter.
Net voor de klap waren Heuvelman en Evegroen in de roeiboot gesprongen. Maar ze voeren terug naar het schip en Evegroen ging weer aan boord om zijn motor stil te zetten om te voorkomen dat de draaiende schroef de opening groter zou maken.

## Afwerking
De resterende openingen om het schip werden met puin en zandzakken dichtgemaakt, die door de lokale boeren met tractoren werden aangevoerd. Bij de volgende vloed stond het water weer tot aan de kruin en dreigde het schip over de dijk te slaan. Er werden door Jaap Paul gaten in het schip gebrand, waarvoor gas en zuurstof met paard en wagen werden aangevoerd. Daarmee zakte het schip en door er ook zandzakken in te storten was het grootste gevaar geweken. Omdat er op de dijk geen vrachtwagens meer konden rijden, werd ook het schip "Onderneming II" van de Ouderkerkse schipper Hannes van Vliet gevorderd, ten tijde van de Watersnoodramp 29 jaar oud, die zijn schip niet aan een opgeroepen andere schipper toevertrouwde maar zelf mee ging en daarbij ook zijn broers Henk en Aart mee aan boord nam. Ze vervoerden de gehele zondag, tot laat in de avond, de zandzakken vanaf de zandhandel van hun oom Leen Boer naar de zwakke delen van de Groenendijk. Eerst werd het gat rondom de Twee Gebroeders met zandzakken en dekzeilen gevuld. Een zes meter diep wiel werd later met zand gedicht. Uiteindelijk bracht de doorbraak van de IJsseldijk aan de overkant op zondagmorgen 1 februari om zes uur naast de gereformeerde kerk in Ouderkerk verlichting. Daar was het de waterstaatkundige en de bedenker van de Deltawerken Johan van Veen die leiding gaf aan het sluiten van een bres in de dijk van de Krimpenerwaard, door er niet één maar twee schepen in te varen.

## Nasleep
In de zomer van 1953 besloot Schieland al om de Hoge Dijk te verhogen en te asfalteren. Het schip werd met een bok uit het gat getakeld en kwam weer in de vaart. Evegroen heeft na de ramp veel problemen gehad met zijn motor en ook financieel. Hij moest vaak naar de werf om zijn motor te laten repareren. Uiteindelijk heeft hij er op kosten van het Hoogheemraadschap een nieuwe in mogen zetten. En omdat hij een jaar heeft moeten wachten op het geld van het rampenfonds. Hij moest maar zien hoe hij het rooide.
Arie Evegroen werd in 1977 onderscheiden met een gouden eremedaille in de Orde van Oranje-Nassau. De verdiensten van Cor Heuvelman en Hannes van Vliet werden pas veel later erkend. Ten overstaan van zo’n 500 mensen en het Ouderkerkse shantykoor De IJsselmannen werd de Draagmedaille van het Carnegie Heldenfonds in Zilver woensdag 7 januari 2009 aan deze twee mannen (beiden erelid van de "Koninklijke Schippersvereniging "Schuttevaer") uitgereikt door burgemeester André Bonthuis in het raadhuis van Nieuwerkerk aan den IJssel.
Arie Evegroen, die als bijnaam ‘redder van Holland’ kreeg, overleed op 4 mei 1988. Hannes van Vliet op 4 augustus 2013. Cor Heuvelman in 2021.

## Monument

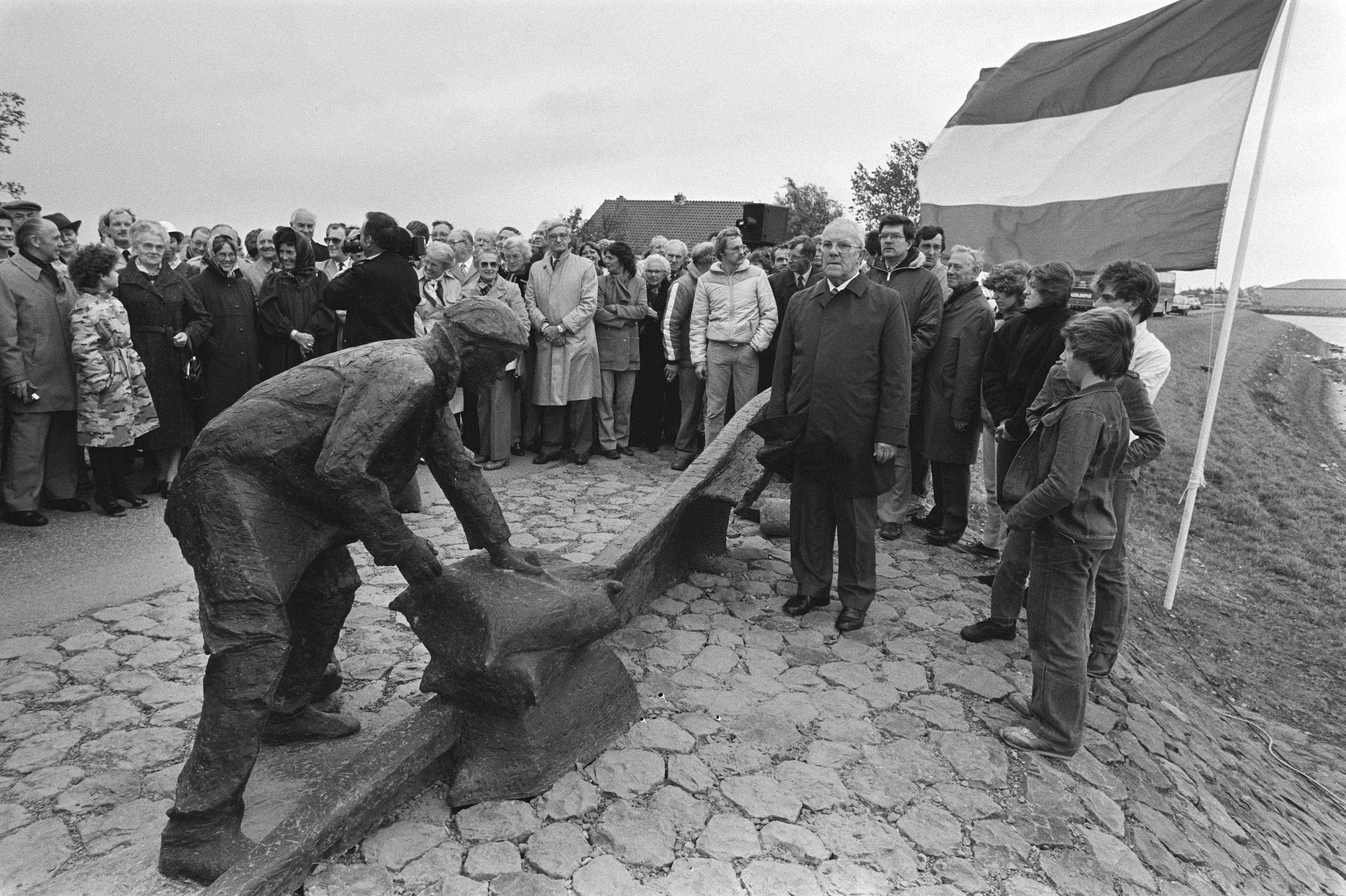
De onthulling van het monument met schipper Evegroen

Herdenkingsmonument Watersnoodramp 1953 werd ter plaatse van de Groenendijk, Nieuwerkerk aan den IJssel, buitendijks, tegenover nrs 123 en 127 in opdracht van het Hoogheemraadschap van Schieland door Roel Bendijk gemaakt en op 12 oktober 1983 door schipper Evegroen onthuld. Cor Heuvelman en Hannes van Vliet waren daar niet bij aanwezig. De gebeurtenissen van die nacht zijn beschreven in een ter gelegenheid van de onthulling van het herdenkingsmonument in meerdere herdrukken door het hoogheemraadschap uitgegeven boekje ‘Een dubbeltje op z’n kant’. De titel van het boekje werd de tweede naam van het monument. In de herdruk in 2009 is het aandeel dat Heuvelman en Van Vliet in de bescherming van de dijk bij Nieuwerkerk aan den IJssel hadden, alsnog beschreven. Op de informatieplaquette bij het monument is over hun aandeel niets vermeld.